# ویلیام وارلی
ویلیام وارلی (انگلیسی: William Varley; ۶ نوامبر ۱۸۸۰ – ۰ اکتبر ۱۹۶۸) قایقران روئینگ اهل ایالات متحده آمریکا بود.